# Vlag van Beek (Limburg)

Vlag van de gemeente Beek

De vlag van Beek is op 30 juni 1969 voor het eerst vastgesteld als de gemeentelijke vlag van de Limburgse gemeente Beek. Na de samenvoeging met gemeente Spaubeek op 1 januari 1982 tot de nieuwe gemeente Beek werd dezelfde vlag op 14 oktober 1982 opnieuw vastgesteld als de gemeentelijke vlag. De beschrijving van de vlag luidt als volgt:
Drie banen van wit, blauw en wit met een hoogteverhouding van 5:2:5, waarvan de blauwe baan viermaal gegolfd is.

## Geschiedenis
Op 11 juli 1968 kon de gemeenteraad uit drie ontwerpen kiezen, een van de Hoge Raad van Adel (witte achtergrond met blauwe golvende baan) een van Stichting voor Banistiek en Heraldiek (witte achtergrond met blauwe golvende baan met daarop een weegschaal) en raadslid (blauw, rood, wit met een zwaard en weegschaal van zwart) J. Mennens tevens initiatiefnemer van het instellen van een gemeentevlag. De keuze viel op het ontwerp van de Hoge Raad van adel. De kleuren zijn ontleend aan het eerste wapen van Beek, uit 1853. De vlag toont een beek als sprekend element.

## Verwante afbeelding

Het eerste wapen van Beek (1853-1982)

Beek 
· Beekdaelen 
· Beesel 
· Bergen 
· Brunssum 
· Echt-Susteren 
· Eijsden-Margraten 
· Gennep 
· Gulpen-Wittem 
· Heerlen 
· Horst aan de Maas 
· Kerkrade 
· Landgraaf 
· Leudal 
· Maasgouw 
· Maastricht 
· Meerssen 
· Mook en Middelaar 
· Nederweert 
· Peel en Maas 
· Roerdalen 
· Roermond 
· Simpelveld 
· Sittard-Geleen 
· Stein 
· Vaals 
· Valkenburg aan de Geul 
· Venlo 
· Venray 
· Voerendaal 
· Weert